# Oscar Jaster
Oscar Martin Jaster (* 24. September 1894 in Gräfenhausen; † 27. April 1945 in Potsdam) war ein deutscher paramilitärischer Aktivist und SA-Führer, zuletzt im Rang eines SA-Gruppenführers.

## Leben und Wirken
Nach dem Ersten Weltkrieg gehörte Jaster kurzzeitig der Reichswehr an. In den 1920er Jahren orientierte er sich politisch im Lager der politischen Rechten: So gehörte er zeitweise dem Jungdeutschen Orden an. Außerdem beteiligte er sich 1923 an der Bekämpfung der französischen Besatzungstruppen während des sogenannten Ruhrkampf.
Zum 1. September 1930 trat Jaster in die NSDAP (Mitgliedsnummer 293.451) und in dieser Zeit auch in die SA ein. Am 1. Januar 1932 wurde er zum SA-Standartenführer befördert. 
Vom 1. Januar 1932 bis zum 19. Februar 1933 fungierte Jaster als Stabsführer der SA-Untergruppe Hessen-Darmstadt; anschließend bekleidete er vom 20. Februar bis 31. März 1933 den Posten des Stabsführers der SA-Obergruppe III (SA-Gruppe West, Thüringen und Südwest). Sein Dienstsitz in dieser Stellung befand sich in Koblenz.
Kurz nach dem Machtantritt der Nationalsozialisten übernahm er zum 1. April 1933 die Funktion des Adjutanten der SA-Obergruppe IV in München, die er bis zum 30. Juni 1933 beibehielt. Vom 20. November 1933 bis zum 31. März 1934 amtierte er dann – nach einer Neuorganisation der SA-Obergruppen und Gruppen – als Stabsführer derselben Gruppe die nun als SA-Obergruppe VII firmierte und die die Gruppen Bayerische Ostmark, Franken und Hochland umfasste. Während dieser Zeit wurde er am 20. November 1933 zum SA-Brigadeführer befördert. 
Am 5. Oktober 1934 wurde Jaster zur Einteilung bei der SA-Gruppe Thüringen kommandiert. Eine zuvor erteilte Kommandierung zur SA-Gruppe Ostland wurde widerrufen. Dort verblieb er ohne Aufgabe (?) bis zum 14. Mai 1935.
Vom 15. Mai 1935 bis zum 14. September 1935 amtierte Jaster als beauftragter Führer der SA-Brigade 42 Thüringen-Nord (später Thüringen-Mitte) die er anschließend dann vom 15. September 1935 bis zum 31. Juli 1938 regulär führte. Während dieser Jahre nahm er zudem den Posten eines Aufsichtsrates der Erfurter Elektrische Straßenbahn AG in Erfurt ein.
Vom 1. August 1938 bis zum 31. Januar 1942 fungierte Jaster als Stabsführer der SA-Gruppe Westfalen in Dortmund. Aufgrund der kriegsbedingten personellen Ausdünnung der SA war er in der Zeit vom Mai 1941 bis 31. Januar 1942 in Personalunion stellvertretender Führer dieser Gruppe. Zum 1. Februar 1942 wechselte er dann zur SA-Gruppe Oder, die er bis zum 31. März 1943 als Beauftragter und anschließend vom 1. April 1943 bis zu seinem Tod als regulärer Führer führte.
Am 2. Februar 1942 wurde Jaster zum Preußischen Provinzialrat der Provinz Westfalen und im Jahr 1943 zum Preußischen Provinzialrat der Provinz Mark Brandenburg ernannt.
Jaster erschoss sich am 27. April 1945 kurz vor Ende des Zweiten Weltkriegs, während der Besetzung Potsdams durch die Rote Armee.